# Annie Huldah Bodden
Annie Huldah Bodden OBE (21 tháng 4 năm 1908 - 15 tháng 6 năm 1989) là một bàng chức, luật sư và chính trị gia người Cayman. Bà là người phụ nữ đầu tiên phục vụ trong Hội đồng Lập pháp của Quần đảo Cayman, trong đó bà là thành viên từ năm 1961 đến 1964 và từ năm 1965 đến 1984.

## Đầu đời
Bodden lớn lên ở George Town, Grand Cayman. Bà rời trường năm 15 tuổi để làm thư ký cho một bàng lý hòa bình địa phương. Bà tự học giữ sổ sách, và năm 1939 bắt đầu làm việc cho bàng ty Thuyền máy Quần đảo Cayman (Cimboco); cuối cùng bà đã trở thành người quản lý của bàng ty. Năm 1949, Bodden được bổ nhiệm làm kiểm toán viên chính phủ, người phụ nữ đầu tiên giữ vị trí này. Bà đã từ chức năm 1959 và năm sau đủ điều kiện làm luật sư, người phụ nữ Cayman đầu tiên làm như vậy.

## Chính trị
Bodden được bổ nhiệm vào Hội đồng Lập pháp năm 1961, với tư cách là một trong những ứng cử viên của thống đốc; cơ quan lập pháp chưa hoàn toàn tự chọn tại thời điểm đó. Nhiệm kỳ ba năm của bà đã hết hạn vào năm 1964, nhưng năm sau, bà tái gia nhập quốc hội với tư cách là thành viên được bầu trong khu vực bầu cử của George Town - bà không phải là người phụ nữ đầu tiên được bầu, vì Mary Evelyn Wood đã được trả lại ở Bodden Town vào năm 1962. Bodden đã được bầu lại vào mỗi cuộc bầu cử tiếp theo cho đến khi nghỉ hưu vào năm 1984. Bà là một trong những người lãnh đạo cuộc tuần hành phản đối Dự luật Phát triển đất đai (Kiểm soát tạm thời) năm 1970, khiến chính quyền (không thành bàng) yêu cầu một tàu chiến Anh được gửi đến để theo dõi tình hình. bà cũng vận động chống lại việc giới thiệu lại hình phạt tư pháp cho người chưa thành niên vào năm 1967, vận động hành lang cho số lượng đột quỵ tối đa trong các hộp được giảm xuống còn sáu.

## Danh dự
Bodden đã trở thành một sĩ quan của Huân chương Đế quốc Anh (OBE) trong Danh hiệu Năm mới 1976, người phụ nữ Cayman đầu tiên nhận được vinh dự này. Một loạt bài giảng trong tên của bà đã được khánh thành vào năm 2001, và bà cũng đã xuất hiện trên loạt tem "Tiên phong" của Dịch vụ Bưu chính Quần đảo Cayman.